# Enigmaticolus
Enigmaticolus is een geslacht van zeeslakken, mariene buikpotige weekdieren uit de familie Buccinidae.

## Soorten
- Enigmaticolus marshalli Fraussen & Stahlschmidt, 2016
- Enigmaticolus monnieri Fraussen, 2008
- Enigmaticolus voluptarius Fraussen & Stahlschmidt, 2016